# Riele Downs
Riele West Downs (* 8. Juli 2001 in Toronto) ist eine kanadische Schauspielerin.
Downs spielte von 2014 bis 2020 die Charlotte Paige eine der Hauptrollen in der Nickelodeon-Serie Henry Danger. Ihre Schwester Reiya Downs ist ebenfalls Schauspielerin; sie spielt u. a. in der Serie Degrassi: The Next Generation.

## Filmografie
- 2004: My Baby’s Daddy
- 2005: Vier Brüder (Four Brothers)
- 2011: A Russell Peters Christmas Special (Fernsehfilm)
- 2013: Urlaub mit Hindernissen – The Best Man Holiday (The Best Man Holiday)
- 2014: The Gabby Douglas Story (Fernsehfilm)
- 2014–2020: Henry Danger (Fernsehserie)
- 2017: Winzige Weihnachten
- 2018: Die Abenteuer von Kid Danger (12 Folgen, Stimme)
- 2022: Darby and the Dead
- 2023: Bel-Air (Fernsehserie, 5 Folgen)
- 2024: Abducted Off the Street – The Carlesha Gaither Story
- 2025: A Breed Apart